# 秦小梨

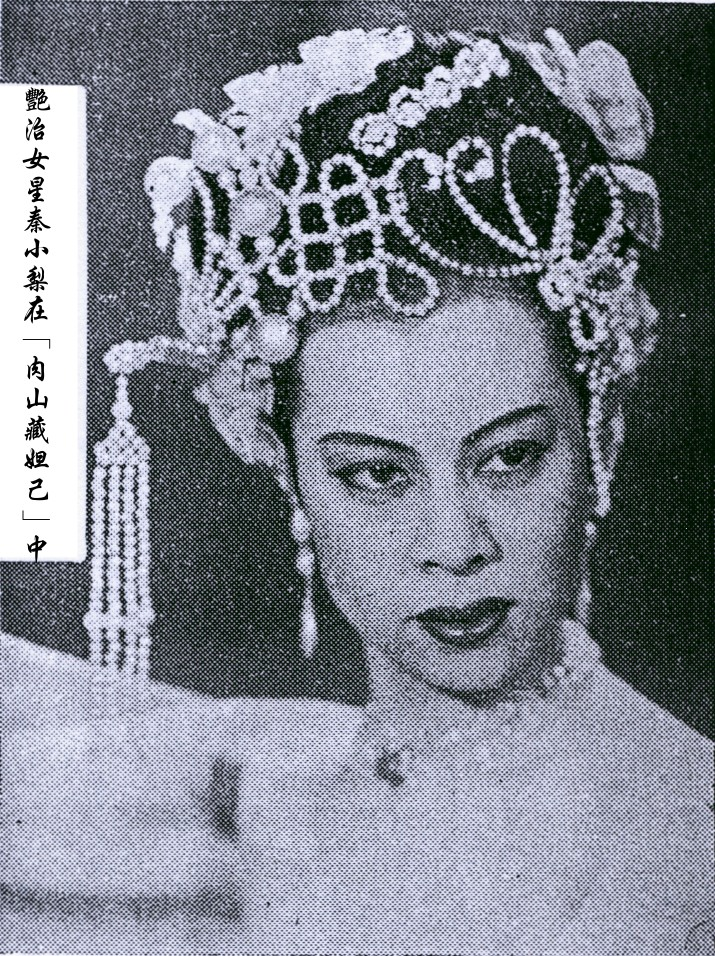
艷冶女星秦小梨在《肉山藏妲己》中

秦小梨（1925年5月13日—2005年10月12日），原名秦惠卿，在梨園綽號：生妲己，出生於廣西省南寧市，她是著名香港粵語電影演員劉克宣的外甥女，事師花鼓江學藝。

## 生平
第二次世界大戰期間，張活游及羅品超等粵劇紅伶從廣州逃難來香港，寄居於秦小梨父親秦恩林所開辦的私營英文中學「仁傑學校」之宿舍，使秦小梨有機會接觸粵劇，學習北派功架。其後，她的父親又聘歐陽發教授她北派功夫，學會耍銅棍、舞刀槍。1939年，「廣東雜技團」團長歐陽發，邀秦小梨出席美國金門大橋的開幕慶典，表演雜技。在美國舊金山表演了數個月，秦小梨在無聊和好奇心驅使下觀看外國人習藝，碰上了一位女教師，訓練她「軟骨功」3個月，學會雜技「頂水杯」。
返回香港後，被人提拔，編寫新派粵劇《肉陣葬龍沮》，劇中表演軟骨功及頂水杯等技藝，令觀眾耳目一新，而聲名大增。後來參加廣州「大新天臺歌舞團」表演，因為她美艷聰敏，故登臺不及數月，便升任臺柱。她在機緣下結識廖俠懷之兄、當時得令班政家雷公芹（芹叔），獲聘做余麗珍的副車。後芹叔提拔她加入「廣州大龍鳳劇團」任正印花旦，跟著名小生白玉堂、渾號：生紂皇的丑生羅家權，在1945年在廣州「東樂戲院」首演推出新派粵劇《肉山藏妲己》（改編自《封神榜》）。在該劇裡，有一幕她穿比基尼泳衣，以珠片胸圍配上三角褲演美人出浴戲，色誘伯邑考及太子殷郊，由於作風大膽，所以聲名大噪，連演了七屆大龍鳳。除擅於抝腰到地，以口含酒杯的媚態，作風大膽，身御薄紗長褸，半遮半掩地展露女性胴體，表演羽扇舞，屬當年粵劇舞臺所罕見。
秦小梨在1949年1月1日正午12時為香港島中環皇后大道中40號二樓的「電波灌片錄音公司」剪綵開幕，該公司當年從美國引進兩台新式灌錄唱片的機器。
秦小梨在1951年6月1日晚上9時為東華三院籌款園遊會，在香港島北角英皇道月園遊樂場，陸智夫領導舞獅，粵劇名伶黃超武參加舞獅，泰小梨引領獅子。
1951年秋季到南洋的怡保、吉隆坡及新加坡演出粵劇達10個月；秦小梨在1952年8月4日與母親及么妹秦小嬌從新加坡搭乘英國海外航空公司回香港，參加「大鳳凰劇團」。
秦小梨在1951年下半年在南洋馬來亞吉隆坡登臺，獲贈多面金牌，1951年12月11日從吉隆坡轉到霹靂州首府怡保的「大華戲院」隨電影登臺演出兩星期，然後到新加坡搭乘輪船在1951年聖誕節後偕么妹秦小嬌返回香港。
秦小梨在1952年9月2日出席香港島赤柱「聖士提反舊生聯誼會」在該會游泳場館舉辦聯歡會，演唱粵曲。
秦小梨在1952年11月3日晚上7時在九龍「油麻地街坊福利會」舉辦的「十強乒乓球義賽」，為籌集贈醫施藥的經費活動裡，秦小梨以21比18勝出粵劇名伶鄧碧雲 。
秦小梨在1952年11月17日下午5時，到香港島上環德輔道中244號大加利酒家二樓，為攝影比賽頒獎。
秦小梨在1953年10月26日下午4時，以「大長城」（粵劇團）正印花旦的身份，在九龍油麻地彌敦道378號彌敦酒店閣樓舉行記者招待會，與記者茶敘報告她的新戲《新西遊記》的內容。
秦小梨在1954年1月6日晚上，與粵劇艷旦沖天鳳及陳艷儂為工展會義賣包。
秦小梨在20世紀50年代中期曾到南洋登臺，因証件期滿，由新加坡經越南西貢搭乘國泰航空客機在1956年5月23日返抵香港，立刻再度辦理申請到馬來亞演出的証件，期間在香港隨片登臺演出。秦小梨在1954年在馬來亞登臺兩年，回香港在出席「八和大集會」時，表示仍會主要在馬來亞演出。
1956年，秦小梨組織「梨苑香劇團」，演出編劇大師唐滌生先生的名作《美人計》。此外，秦小梨曾自組「綺羅香劇團」任正印花旦，曾組織「僑鴻運劇團」到南洋走埠演出，也曾反串生角擔演主角。
秦小梨領導的「梨苑香劇團」在1958年12月17日開始在九龍旺角東樂劇院先演《六國大封相》，後演唐滌生編撰的六場粵劇《美人計》，秦小梨先飾趙樊氏；後飾孫夫人；陳錦棠掛鬚飾演劉備、麥炳榮飾演趙子龍、林家聲飾演周瑜、譚倩紅飾演小喬、武生靚次伯先飾趙範；後飾喬國老、丑生少新權飾演吳國太、麥先聲飾演孫權、陳艷芳飾演大喬。。
美國中西部伊利諾州芝加哥世界博覽會聘請秦小梨到美國演出，秦小梨在1959年6月17日，搭乘日本航空客機經東京轉飛美國舊金山，19日號到達芝加哥，為7月2日舉行的「世界博覽會」剪綵並表演粵劇兩星期。（秦小梨的四個衣箱早在13號搭乘美國「威爾遜總統」客輪付運美國，預計30號運抵芝加哥。）演罷就轉到屋侖（Oakland）、紐約、舊金山及夏威夷等美國城市演出粵劇約3個月。
同年，秦小梨以「香港藝術代表團」成員的身分，出席在美國舉行的慶祝橫跨美國及加拿大的聖羅倫斯航道（St. Lawrence Seaway）之首航儀式。秦小梨代表香港出席在1960年9月9日至9月18日於美國舊金山舉行的「第三屆太平洋節」，與「1960年中華民國小姐」林靜宜、「香港小姐」烏黛明及美國舊金山「華埠小姐」吳蕙芳登臺表演中國歌舞，其中1960年9月11日（星期日）下午表演粵劇時，香港船王董浩雲亦前往參觀。之後與母親在1961年定居美國舊金山的華埠，與華僑結婚，並淡出娛樂圈，初期在美國舊金山屋侖埠經營家庭式貨倉做黑人生意，70年代任職俱樂部的收銀員。1975年下半年，秦小梨為粵劇文武生黃超武在美國舊金山的「金漢酒樓」當收銀員。
秦小梨自1958年受洗後一直是虔誠的基督徒，積極參加「金巴崙長老會」的活動，在華人社區中熱心公益，也曾積極在各種籌款活動中演出，更創作多首福音粵曲來傳道，並每月到加拿大的多倫多市教導基督徒唱福音粵曲。
2005年7月秦小梨確診罹患癌症，及接受多次化學療程，可惜直到2005年10月12日安詳病逝。在10月22日進行家奠，並在10月23日進行公祭告別儀式，在數百位親朋好友、粵劇界人士、戲迷以及一眾教友的送別後，她的靈柩移至柯瑪市的 「Woodlawn 墓園」安葬。

## 著名劇目
- 《肉陣葬龍沮》，秦小梨先飾虞姬；再飾梨花；後飾呂后，抝腰、頭頂水杯、還原耍長絲帶、大耍銅棍、一劈字。
- 《肉山藏妲己》，秦小梨飾演妲己、羅家權飾演紂王。
- 《大鬧盤絲洞》
- 《新西遊記》
- 《英娥殺嫂》
- 大金聲劇團：《歐陽德三伏黃天霸》，秦小梨、石燕子、李海泉、靚次伯、陳嘯峰、徐柳仙、徐人心、蔡文玉、陳燕棠。
- 大金聲劇團：《花蝴蝶大戰穿雲燕》，秦小梨、石燕子、李海泉、靚次伯、陳嘯峰、徐柳仙、徐人心、蔡文玉、陳燕棠。
- 新萬象劇團：《新封神榜》，秦小梨飾演妲己、余麗珍飾演姜后、麥炳榮飾演殷洪、李海泉飾演尤渾、梁碧玉飾演黃妃、盧海天飾演殷郊、黃鶴聲飾演紂皇、許卿卿飾演香香、少新權飾演費仲、新海泉飾演姜環。
- 綺羅香劇團：《南島春光》，秦小梨跳草裙舞、麥炳榮、李海泉、馮少俠、少崑崙、小木蘭、新海泉、梁素琴、石燕子。
- 綺羅香劇團：《偷解紅綾帶》，秦小梨、麥炳榮、李海泉、馮少俠、少崑崙、小木蘭、新海泉、梁素琴、石燕子。
- 綺羅香劇團：《新盤絲洞》，秦小梨飾演蜘蛛精出浴、艷舞、麥炳榮、李海泉飾演豬八戒、馮少俠、少崑崙、小木蘭、新海泉、梁素琴、石燕子飾演孫悟空。
- 梨苑香劇團：《美人計》，秦小梨先飾趙樊氏；後飾孫夫人；陳錦棠掛鬚飾演劉備、麥炳榮飾演趙子龍、林家聲飾演周瑜、譚倩紅飾演小喬、武生靚次伯先飾趙範；後飾喬國老、丑生少新權飾演吳國太、麥先聲飾演孫權、陳艷芳飾演大喬。

## 秦小梨的電影
秦小梨在1941年就以童星身份首演及香港的「大觀聲片有限公司」，演出愛國電影《民族的吼聲》。
直至1949年，先後在南洋、三星、華華等影片公司拍攝影片，作品有《肉山藏妲己》（1949年）、《樊梨花》（1949年）等。
20世紀40年代至50年代，秦小梨接拍約80齣電影，包括《一本萬利》（1951年）、《傻俠妖姬》（1952年）、《新肉山藏妲己》（1957年）等。
在1960年拍攝完成《鐵臂拳王》後，她就息影移居美國的三藩市。她演出的電影全部都是黑白、粵語對白及屬於香港電影，然而片種卻多樣化、粵劇、文藝故事、倫理教化、武俠奇情、偵探玄疑、科幻神話、喜劇等都有演出。

### 1941年
- 民族的吼聲（尚是童星）

### 1949年
- 肉陣葬龍沮（飾演刺客梨花）
- 穆桂英（飾演穆桂英）
- 羅宮春色（飾演美艷女皇），該片耗資鉅萬，古羅馬宮廷布景[21]
- 樊梨花（飾演樊梨花）
- 肉山藏妲己（飾演妲己）
- 大鬧粉粧樓（飾演柏玉霜）

### 1950年
- 火燒玉石琵琶精（飾演琵琶精）
- 斷腸姑嫂斷腸夫（擔任余麗珍的二幫花旦，飾演郡主）
- 大擺烏龍陣
- 武潘安大鬧三門街（飾演武潘安楚雲）
- 白蟒佔龍宮（飾演白蟒精）
- 天魔女三戲濟顛（飾演天魔女）
- 奇俠雌雄劍（上集）
- 大獨裁者
- 天魔女大戰牛魔王（飾演天魔女）
- 六渡荷仙姑（飾演荷仙姑）
- 龍虎渡姜公（飾演妲己）
- 玉面霸王大戰野女郎（飾演野女郎）
- 少林七俠五探峨嵋山（飾演永春三娘）
- 胡惠打機房
- 荒江女俠血濺飛雲塔
- 蕩婦殺妾慘案（飾演楊玫瑰）
- 峨嵋鴛鴦劍
- 火燒平陽城（上集）
- 火燒平陽城（下集）
- 英雄難過美人關（飾演黃曼娜）
- 楚雲雪夜盜檀郎

### 1951年
- 荒江女俠大破蜈蚣陣
- 張君瑞情殺賈寶玉（飾演摩登小姐白玉鶯）
- 失魂魚（飾演惡妻蘇鰂）
- 錦繡年華
- 女兒香
- 情困武潘安（飾演史錦屏）
- 珠海三雄
- 人海八大仙（飾演賣花女及酒家女招持荷仙姑）
- 野花那有家花香（飾演舞女）
- 誰憐後母心
- 少林五大奇俠
- 銀河飛馬（飾演公主）
- 寶劍明珠（亞里峇峇）（飾演莫蘭，秦小梨在片裡大跳肉感蛇舞。）
- 十二金釵戲玉郎
- 升官發財
- 一本萬利（飾演飾費娥－李玉霜，秦小梨在片裡表演美人出浴，並演唱主題曲《肌香添風韻》。）
- 月宮寶燈（飾演公主）
- 丁財兩旺（飾演章美梨）
- 奇俠雌雄劍（下集）（飾演白秋萍）
- 方世玉千里送艷娘（飾演艷娘）
- 魔宮妖后（飾演妖后，此片以多場肉感艷舞。）
- 銀海春光（飾演大明星）
- 哪吒爭奪聚寶盆（飾演張四娘）
- 恩重情深（飾演歌女白玫瑰小姐）
- 阿里巴巴大戰摩天嶺 (飾演莫梨娜)

### 1952年
- 嫡庶之間難為母
- 大破黑風寨
- 女俠白蓮花
- 怪面虎大鬧骷髏洞
- 月夜癡魂（飾演姚玉玲）
- 光緒皇夜祭珍妃
- 八股佬選美
- 迷宮四妖（飾演歌女李梨）
- 傻俠妖姬（飾演妖姬白萍）

### 1953年
- 雪夜訪情僧（飾演蘇曼梨）
- 賊美人（飾演賊美人）
- 新封神榜（飾演妲己）
- 璇宮情侶
- 豬八戒招親（飾演豬八戒的妻子高氏）

### 1954年
- 龍宮仙子（飾演荷花仙子）

### 1956年
- 九九大血案（飾演秦露茜）
- 永春三娘與洪熙官（飾演方永卿）

### 1957年
- 龍虎渡薑公（飾演妲己）

### 1958年
- 新肉山藏妲己（飾演妲己）
- 火葬生妲己（飾演妲己）
- 風火送慈雲 -上集（飾演龐妃）
- 風火送慈雲 -下集（飾演龐妃）

### 1960年：遺作
- 鐵臂拳王（秦小梨的電影遺作，飾演韋雪貞）

## 福音粵曲
- 秦小梨小姐在美國撰寫了一首福音粵曲：《耶穌頌》
  - 曲寄：戲水鴛鴦；撰詞：秦小梨
  - 耶穌愛，常永在，捨身拯救罪人，偉大哉！
  - 人要相信，必得救，有永生，得到福和愛！
  - 莫負主恩之期待，歌聲讚美，真心敬拜，主慈愛！

## 秦小梨的遺物

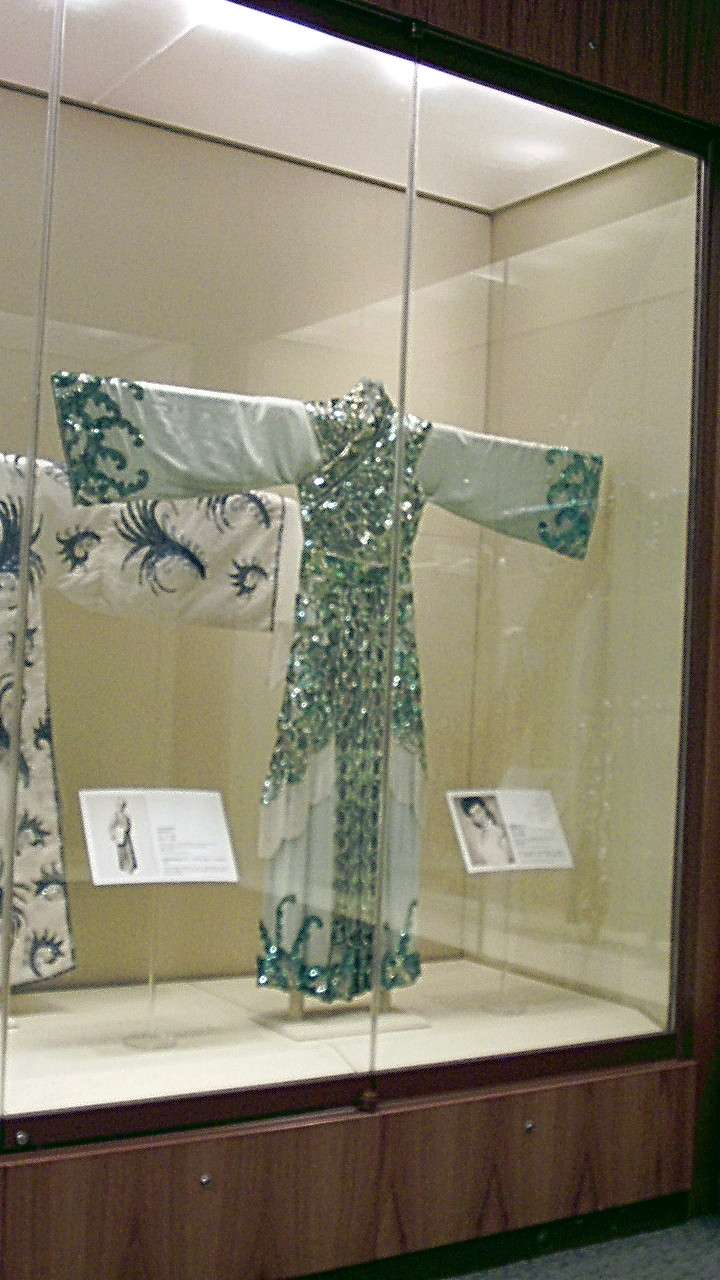
香港文化博物館珍藏的秦小梨戲服

2007年11月20日是粵劇藝人供奉的祖師爺華光師傅的誕辰，在中國廣東省佛山市舉行《華光誕紀念活動》，在活動期間還將舉行《粵劇名伶秦小梨所用服裝、道具的捐贈儀式》，由秦小梨的胞弟秦潤明先生把她生前所用的服裝、道具等共22箱捐贈給廣東粵劇博物館作藏品。

## 外部連結
- 香港電影資料館：秦小梨參演電影記錄[永久]
- 香港影庫：秦小梨 （页面存档备份，存于）